# Ivan Silvaj
Ivan Silvaj, rusínsky Иван Силвай, pseudonym Uriel Meteor (15. března 1838 Suskovo – 13. února 1904 Nové Davydkovo) byl řeckokatolický kněz, rusínský spisovatel, etnograf, a kulturní činitel. Ve své literární tvorbě byl nejplodnějším rusínským spisovatelem 19. století.
Autor lyrických písní, balad, básní („Fedor Korjatovyč“), satirických románů („Krejcarová komedie“, „Milionář“), povídek. Z historického a kulturního hlediska je cenná „Autobiografie“ a dílo o zakarpatských zázračných ikonách „Naše poklady“.